# How Can You Mend a Broken Heart
How Can You Mend a Broken Heart è una canzone dei Bee Gees, pubblicata come singolo nel 1971. La canzone fu scritta da Barry e Robin Gibb nell'agosto 1970, durante un periodo di pausa del gruppo. Infatti il brano fu inizialmente offerto a Andy Williams, ma alla fine i Bee Gees registrarono il brano per l'album Trafalgar.
La canzone fu registrata il 28 gennaio 1971 a Londra. La parte strumentale è eseguita da Barry Gibb (chitarra), Maurice Gibb (chitarra, pianoforte, basso), Alan Kendall (chitarra), e Geoff Bridgeford (batteria), con l'arrangiamento e la conduzione musicale di Bill Shepherd. 
Le parti vocali invece sono di Robin Gibb (assolo nella parte iniziale), Barry Gibb (assolo nel ritornello e nella seconda strofa), e da Maurice (i cori nel ritornello). 
Il brano fu estratto come primo singolo di Trafalgar nel maggio 1971, abbinato al brano Country Woman, non presente sull'album.
Benché il singolo non riuscì ad entrare nella classifica dei singoli inglesi, la canzone riuscì a diventare il primo numero uno dei Bee Gees negli Stati Uniti nella classifica Billboard Hot 100 per quattro settimane ed in Canada per due settimane arrivando anche alla quarta posizione della classifica Billboard Adult Contemporary.

## Cover
Al Green registrò una cover del brano nel suo album del 1972 Let's Stay Together, presente anche nella colonna sonora del film del 1999 Notting Hill. Nel 2008, la reinterpretazione di Green è stata riarrangiata in un duetto con Joss Stone per la colonna sonora del film Sex and the City. La cover di Al Green è stata utilizzata anche nel film dei fratelli Hughes The book of Eli (Codice Genesi).
Nel 1973 anche Cher si è cimentata in una cover di How Can You Mend a Broken Heart nell'album Half Breed.
Teddy Pendergrass registrò una versione del brano nell'album del 1991 Truly Blessed, mentre Steve Brookstein nel 2005 per l'album Heart and Soul. Nel 2006 anche Julio Iglesias ne ha proposto una propria versione nell'album Romantic Classics.
La canzone è stata anche registrata da Michael Bublé nel 2003, con i cori di Barry Gibb nell'album Michael Bublé. La reinterpretazione del cantante canadese è riuscita ad arrivare alla ventunesima posizione della  Billboard Adult Contemporary.
La pianista Jazz Diana Krall ha inserito il brano nella scaletta del suo tour del 2007, benché non abbia mai registrato il brano.

## Versione alternativa
Una versione alternativa di How Can You Mend a Broken Heart è apparsa nella prima edizione inglese del greatest hits dei Bee Gees Their Greatest Hits: The Record del 2001. Il brano si distingue per un differente traccia vocale, del piano e del basso. La prima strofa del brano, in questa versione, è cantata da Barry Gibb e non Robin. Questa versione del brano era una prima prova del brano registrata dai Bee Gees, poi sostituita dalla versione universalmente conosciuta.

## Tracce
1. How Can You Mend a Broken Heart – 3:45
2. Country Woman – 3:54